# Blade af Jydsk Andels- Foderstofforretnings Historie
Blade af Jydsk Andels- Foderstofforretnings Historie er en dokumentarfilm fra 1938 af ukendt instruktør.